# Lingua pre-sannitica
Con lingua pre-sannitica si intende una lingua osco-umbra parlata nell'area dell'attuale Campania meridionale in un'area che fu successivamente colonizzata dai Sanniti e registrata solo in alcune brevi iscrizioni.